# 55720 Daandehoop
55720 Daandehoop è un asteroide della fascia principale. Scoperto nel 1972, presenta un'orbita caratterizzata da un semiasse maggiore pari a 1,9169852 UA e da un'eccentricità di 0,0983228, inclinata di 22,61731° rispetto all'eclittica.